# Lake Como Outlet
Lake Como Outlet – jeden z dopływów Fall Creek, wpada do tejże w miejscowości Summerhill. Rzeka swój początek bierze w jeziorze Como. Zarówno powierzchnia zlewni, jak i długość cieku nie są znane.